# 電信兵
電信兵（でんしんへい）とは、有線または無線電信による通信を行う兵種である。

## 日本

### 海軍
大日本帝国海軍においては、主に無線電信または無線電話の業務に従事する者のことであり、原則として志願兵から採用された。一般志願兵の志願年齢は15歳以上21歳未満という規定であるが、電信兵志願者は15歳以上19歳未満で、学術、人物ともに優秀な者から選抜採用される規定であった。志願兵のなかで電信兵として海軍に入籍した者は、海兵団において一定の教育を受けてからただちに海軍通信学校に普通科電信術練習生として入校し、約1箇年半の教育訓練修了後に実施部隊に配属された。
太平洋戦争開始後には、各地の無線電信講習所の卒業生を対象として海軍予備員の募集が行われ、これら要員は海軍通信学校における短期の教育の後に予備一等兵曹または兵曹長に任用され、直ちに各艦船所に配置された。